# 何报翔
何报翔（1963年4月—），湖南岳阳人，中华人民共和国政治人物，副国级领导人，中国国民党革命委员会党员。北京化工学院机械系橡胶机械专业毕业，中国人民大学区域经济学硕士，中南大学管理科学与工程博士。現任全國政協副主席。

## 生平
何报翔出生于岳阳县黄沙街镇。1978年10月，在北京化工学院机械系橡胶机械专业学习。1982年7月参加工作，任天津市橡胶封件厂“六五”科技攻关负责人。1984年6月，任天津市橡胶封件厂厂长助理。
1986年8月，任岳阳县农委副主任。1987年12月，任岳阳县第二轻工业局局长。1989年5月，任岳阳县县长助理。1993年1月，任岳阳县副县长。1996年9月，任岳阳市工商联会长。1997年12月，任岳阳市政协副主席、市工商联会长（其间于1997年9月至1999年7月，在中国人民大学研究生课程班区域经济学专业学习）。
2002年7月，任湖南省工商联会长（主席）（其间于2000年9月至2007年11月，在中南大学商学院管理科学与工程专业在职研究生学习，获管理学博士学位）。
2008年1月，任湖南省政协副主席，湖南省工商联主席。2008年，当选第十一届全国政协委员，代表中华全国工商业联合会，分入第二十二组。
2011年9月，任湖南省人民政府副省长。2012年1月，卸任湖南省政协副主席。2016年12月，不再担任湖南省工商联主席。
2017年6月，任民革湖南省委会主委。2017年12月，任民革中央副主席。2018年1月，当选第十三届全国政协委员。
2022年9月，卸任民革湖南省委会主委，赴民革中央工作。2022年11月，卸任湖南省人民政府副省长。
2022年12月8-10日，中国国民党革命委员会第十四次全国代表大会在京召开，闭幕会由大会主席团常务主席何报翔主持。2022年12月10日，当选民革十四届中央常务副主席。2023年3月10日，在中國人民政治協商會議第十四屆全國委員會上，当选为全国政协副主席。